# Seznam novozelandskih generalov
Seznam novozelandskih generalov.

## A
Stanley Fairgrieve Allen - 
Leslie Wilton Andrew - 
Patrick A. Ardagh - 
H.E. Avery -

## B
Ben Barrington - 
Harold Eric Barrowclough - 
Ian Lambert Bonifant - 
Fred Thompson Bowerbank -
Blinman William Henry Bull -  
James Thomas Burrows -

## C
George Clifton - 
Albert Edward Conway - 
Stanley Herbert Crump - 
William Henry Cunningham - 

## D
George Dittmer - 
W.W. Dove - 
Charles Staunton John Duff - 
John Evelyn Duigan - 

## F
M.C. Fairbrother - 
Stanley Fairgrieve - 
A.S. Falconer - 
Norris Stephen Falla - 
Bernard Cyril Baron Freyberg - 

## G
Wiliam G. Gentry - 
Leonard George Goss - 
John Russell Gray - 

## H
Frederick Melrose Horowhnua Hanson - 
Ralf W. Harding - 
James Hargest - 
Herbert Ernest Hart - 
S.F. Hartnell - 
F.L. Hunt - 

## I
Lindsay Merritt Inglis - 

## K
Harry Selwyn Kenrick - 
R.D. King - 
T.J. King - 
Howard Karl Kippenberger - 

## M
Kenneth MacCormick - 
Searle Dwyer Mason - 
Owen Herbert Mead - 
Reginald Miles - 
J.M. Mitchell - 

## P
J.R. Page - 
R.S. Park - 
Graham Beresford Parkinson - 
Geoffrey Sylvester Peren - 
Clive L. Pleasants - 
Arthur Espie Porritt - 
L. Potter - 
Edward Puttick -

## Q
Raymond Candlish Queree - 
Ronald Quilliam - 

## R
R.A. Row - 
Andrew Hamilton Russell - 

## S
William George Stevens - 
Keith Lindsay Stewart - 

## T
Leonard William Thornton - 
John M. Twhigg - 

## W
J.G.C. Wales - 
Norman McDonald Weir - 
Stephen Weir - 
A.S. Wilder - 
A.B. Williams - 

## Y
R. Young - 